# Frank Augustyn
Frank Joseph Augustyn (* 27. Januar 1953 in Hamilton, Ontario) ist ein kanadischer Balletttänzer.

## Werdegang
Augustyn wurde als Sohn eines Stahlarbeiters geboren und wuchs im Eastend der Stadt auf. Im Alter von sieben Jahren wandte er sich dem Gymnastiktraining zu. Eine Vorstellung des National Ballets im Palace Theatre von Hamilton weckte seine Leidenschaft für das Ballett. Er studierte an der renommierten National Ballet School of Canada in Toronto und schloss sich 1970 dem Ensemble des National Ballet of Canada an. Schnell wuchs er in die Rolle eines Solotänzers und war von 1972 bis 1989 Erster Solotänzer des Balletts.
Zusammen mit seiner langjährigen Partnerin Karen Kain avancierte er zu einem international gefeierten Star. 1973 gewann er mit ihr beim 2. Internationalen Ballettwettbewerb in Moskau den Preis für den Besten Pas de deux und trat dort später im Bolschoi-Theater in einer Inszenierung der Giselle auf. Ihre Choreografien für Giselle, La Fille mal gardée und Dornröschen wurden von dem kanadischen Regisseur Norman Campbell filmisch umgesetzt.
Von 1980 an war Augustyn Erster Solotänzer am Ballett der Deutschen Oper Berlin, kehrte jedoch 1981 an das National Ballet zurück und war von 1985 bis 1986 zudem als Gasttänzer am Boston Ballet engagiert.
1986 rief Augustyn in Montréal die jährliche Gala des Ètoiles ins Leben, eine mit Tänzern von internationalem Rang besetzte und in mehreren Städten der Welt ausgerichtete Benefizveranstaltung zum Wohle der Kinderkrankenhäuser der Stadt.
1989 übernahm er die künstlerische Leitung des Theatre Ballet of Canada, dem heutigen Ottawa Ballet. In dieser Zeit erweiterte er das Repertoire des Ensembles um Werke von José Limon und Flemming Flindt sowie Auftragsarbeiten von Edward Hillyer, Serge Bennathan, Michael Downing und anderen. Für das kanadische Fernsehen CBC produzierte er eine Adaption des Standhaften Zinnsoldaten, für die er 1993 mit einem Gemini Award ausgezeichnet wurde. 1994 gab er seinen Posten auf und war fortan als Gasttänzer, Dozent und Berater an einer Reihe nordamerikanischer Ballettschulen tätig, so der Quinte School of Ballet, der Unionville School of the Arts, der Ryerson Polytechnic University, der York University, der Earl Haig School of the Arts, der Boston School of Ballet und der National Ballet School of Canada.
Zwischen 1995 und 1997 produzierte und moderierte er für den Sender Bravo! Television Network die Serie Footnotes: The Classics of Ballet, eine Reihe von 20 halbstündigen  Dokumentarfilmen über die Geschichte des Ballets.
Seit Herbst 2000 ist er als Leiter der Tanzabteilung an der Adelphi University in Garden City (New York) tätig.

## Auszeichnungen
- 1979: Officer des Order of Canada
- 1979: Vanier Award